# Lepturges macilentus
Lepturges macilentus är en skalbaggsart som beskrevs av Bates 1881. Lepturges macilentus ingår i släktet Lepturges och familjen långhorningar. Inga underarter finns listade i Catalogue of Life.